# Josefshaus (Paderborn)

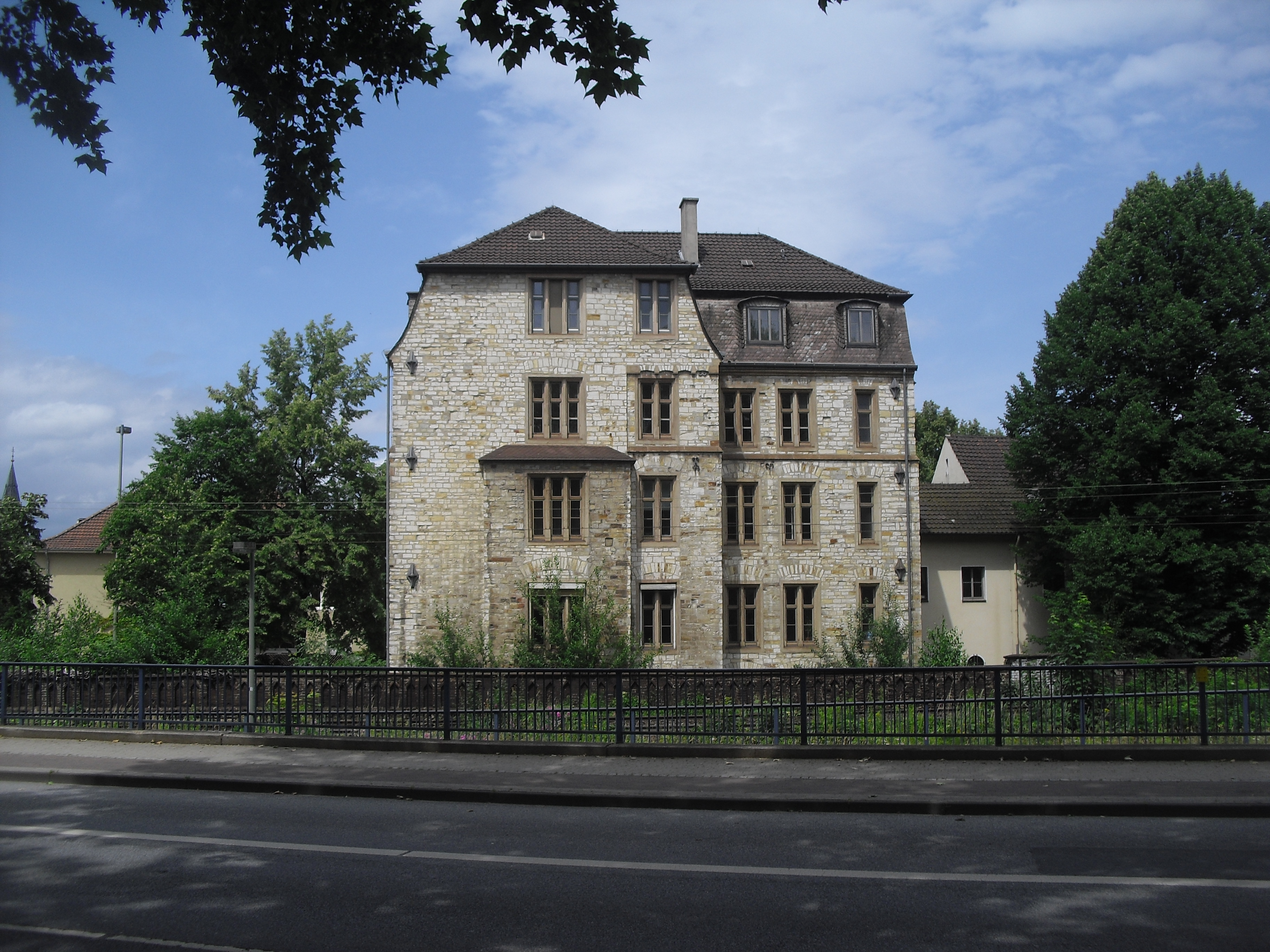
Das Josefshaus von der Seite der Warburger Straße

Das Josefshaus (historisch auch Josephshaus bzw. St-Josephs-Haus), Busdorfwall 2, ist ein Baudenkmal in der Paderborner Kernstadt. Ursprünglich als Privathaus des Architekten Rudolf Volmer geplant, wurde es noch vor seiner Vollendung 1867 von den Schwestern der Christlichen Liebe übernommen und von diesen in wechselnder Funktion genutzt. Seit 2003 dient das Josefshaus der Stadtarchäologie Paderborn als Standort ihres Büros und des Fundmagazins. Zwischen 2015 und 2021 nutzte die Stadt Paderborn als Eigentümerin Teile des Gebäudes als Erstaufnahmeeinrichtung für Geflüchtete. Im später angebauten, schmaleren Ostflügel ist eine Einrichtung der städtischen Sozialarbeit untergebracht.
Das Josefshaus ist in seiner Nutzungsgeschichte eng mit der Geschichte Paderborns verbunden. Es gilt aufgrund seiner architektonischen Gestaltung und seiner Lage an der Außenseite des inneren Wallrings als herausragendes Beispiel der Epoche des Historismus in der westfälischen Großstadt.

## Geschichte

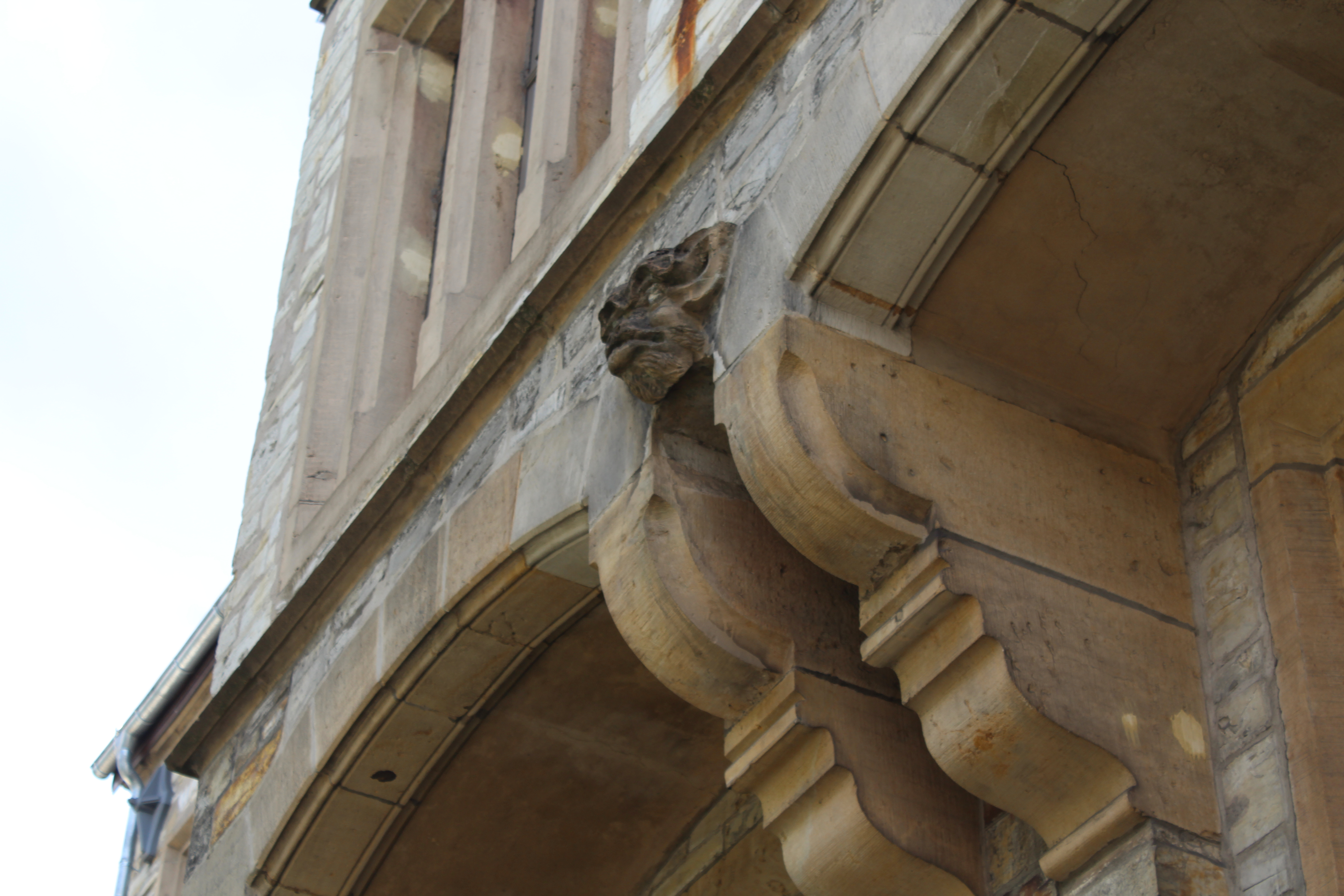
Wasserspeierartiges Zierelement am Erker der nördlichen Fassade

Der Architekt Rudolf Volmer, verantwortlich für die Restaurierung des Paderborner Rathauses und Schwager des Dom- und Diözesanbaumeisters Arnold Güldenpfennig, ließ 1861 mit der Errichtung des Hauses beginnen. 1867 verkaufte dieser es, noch im Bauzustand, an die Kongregation der Schwestern der Christlichen Liebe. Die Ordensgemeinschaft hat ihr Generalmutterhaus (noch heute) gegenüber, auf der anderen Seite der Bahnstrecke Paderborn–Brackwede an der Warburger Straße. Abgesehen von einigen Unterbrechungen wurde das Gebäude von den Schwestern als Nonnenwohnheim, Mädchenpensionat, Exerzitienhaus, Näh- und Mütterschule und Altenheim, sowie als Wohnheim für Studentinnen genutzt. Im Ersten Weltkrieg wurde im Josefshaus ein Lazarett eingerichtet.
Im Laufe seiner Geschichte kam es am Josefshaus zu mehreren An- und Umbauten: Nachdem das Gebäude im Zweiten Weltkrieg ausbrannte, wurde es 1950/51 als Altenheim wiederaufgebaut: Dabei wurde es um das Mansardgeschoss aufgestockt und die heutigen Betondecken eingefügt. In diesem Zuge wurde auch der zweigeschossige östliche Trakt angebaut, der ursprünglich einen Kindergarten beherbergte. Für diesen Wiederaufbau und die Gestaltung des Ostflügels war der Architekt Franz Mallus verantwortlich. 1983 wurde das Josefshaus erneut umgebaut. In den 1990er-Jahren übernahm die Stadt Paderborn das Gebäude, die dort 2003 die Stadtarchäologie unterbrachte. Im Ostflügel befindet sich eine Außenstelle der städtischen Sozialarbeit (KIM Paderborn/B2.Streetwork). Im ersten und zweiten Obergeschoss waren ab 2015 für einige Jahre Flüchtlinge untergebracht.

## Architektur

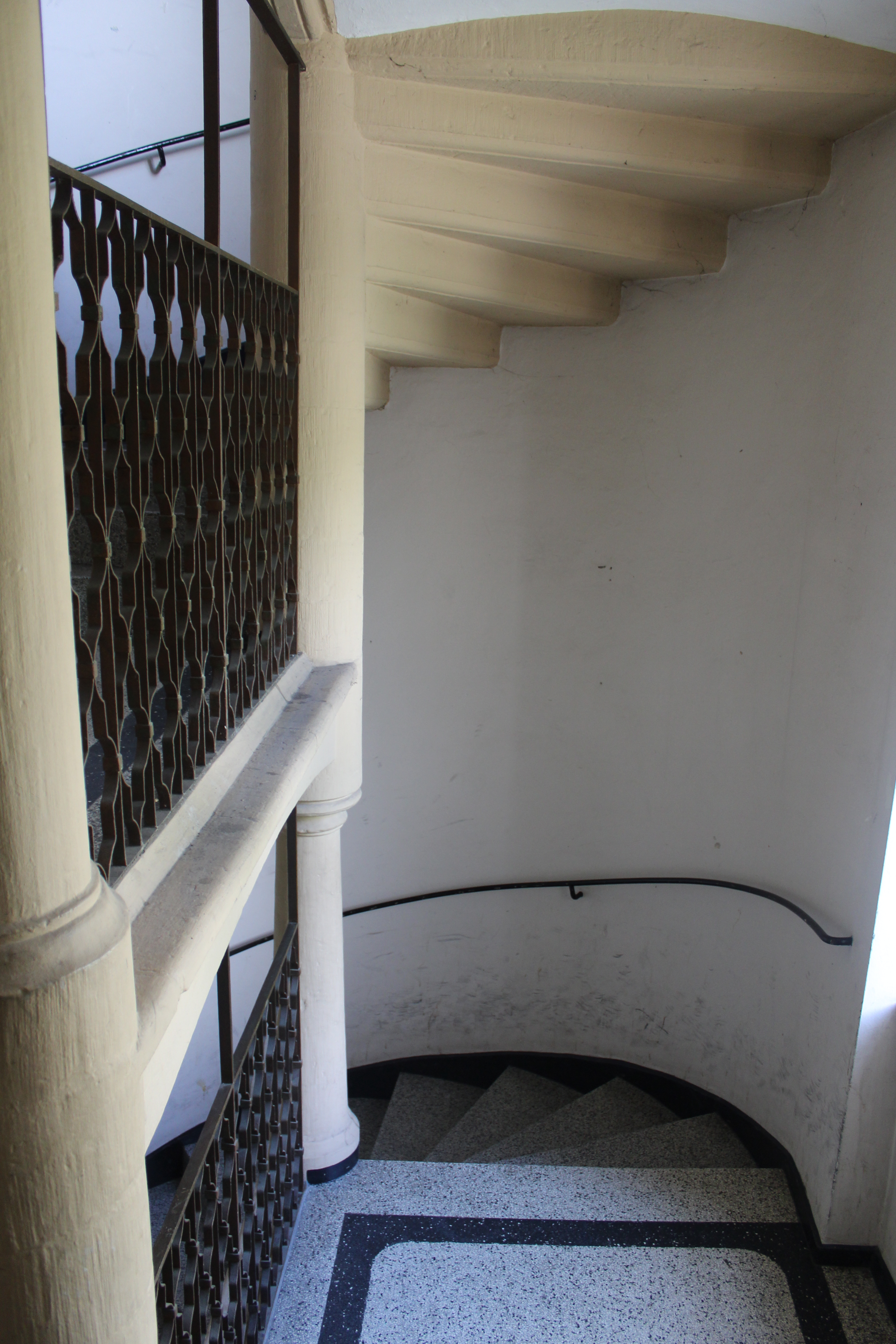
Ansicht der Wendeltreppe, deutlich sichtbar sind die säulenhaften Stützen und die ornamentalen Gitter

Der Stil Volmers wird als zurückhaltender Neorenaissance-Historismus eingestuft. Ursprünglich dreigeschossig, wurde das Gebäude beim Wiederaufbau 1950/51 um ein Mansardgeschoss ergänzt. Das Sockelgeschoss ist von der nördlichen Seite fast ebenerdig, von der südlichen (Bahn-)Seite weitgehend unter der Geländeoberfläche. Darunter verfügt das Josefshaus über einen kryptahaftigen Gewölbekeller, welcher später erweitert wurde, um für den Maschinenraum eines (inzwischen nicht mehr funktionstüchtigen) Lastenaufzugs Platz zu bieten.
Das Haus ist aus lokalem Kalkstein gemauert. Dabei wurde in unregelmäßiger Quaderform gearbeitet, um dem Gebäude seinen historischen Charakter zu verleihen. Die Konsolen und Gesimse der von der Architektur des 16. Jahrhunderts inspirierten, dreibahnigen Fensterachsen als auch die Zierelemente der Erker sind in profiliertem Sandstein abgesetzt.
Zeichnete sich das Josefshaus ursprünglich durch ein auffällig steiles Satteldach mit Walm in Mittelstellung aus, prägt seit dem Wiederaufbau in den 1950er-Jahren das aufgebaute Mansardgeschoss das Erscheinungsbild des Daches.
Die Nordansicht zeichnet sich durch einen zweigeschossigen Erker aus, der vor dem ersten und zweiten Obergeschoss auf mächtigen, profilierten Konsolen gestützt ist. Die Südansicht prägt ein schlichterer Erker, der Erd- und erstes Obergeschoss erweitert. Das Treppenhaus ist als zweiläufige Wendeltreppe mit Zwischenpodesten ohne Treppenauge gestaltet. Diese wird durch eine mittig eingestellte Konstruktion aus zwei abschnittsweise als Säule mit Kapitell gestalteten Stützen getragen. Treppenstufen, Säulen und die Laibungen der Podeste sind durch Gesimse und Profilkanten gegliedert; zur Mitte schließen ornamentale Gitter die Podeste ab. Die Türen der einzelnen Geschosse sind je mit einem Steinrahmen und umlaufender Viertelrundung ausgestaltet, welche von Details des 16. Jahrhunderts inspiriert sind.